# Кам'янець (давньоруське місто)
Кам'янець у руських літописах — місто в східній частині Волинського князівства.

## Місцезнаходження
Спочатку літописний Кам'янець зіставлявся із сучасним Кам'янцем-Подільським. Згодом Н. П. Барсов на основі аналізу літописів прийшов до висновку про помилковість цього твердження і припустив, що Кам'янець відповідає селу Кам'янка на лівому (західному) березі річки Случі. Відповідно до сучасної історіографії, Кам'янець відповідає сучасному Камінь-Каширському.

## Історія
Перша згадка стосується 1196 року, коли околиці міста були атаковані Ростиславом Рюриковичем під час війни його батька Рюрика Ростиславича київського з Романом Мстиславичем волинським.
У 1211 році після вигнання з Галича син Романа Данило поїхав з матір'ю в Угорщину, а Василько став князем у Кам'янці, але стійке удільне князівство в Кам'янці не утворилося.
У 1228 році у розпочатій після смерті Мстислава Удатного війні Данило витримав в Кам'янці облогу київськими, чернігівськими, пінськими та половецькими військами. Стосовно цих подій Кам'янець російським літописом іноді тлумачиться як Кременець (через неприступність останнього; в 1226 році не взятий угорцями, в 1240 році він один із небагатьох міст на Русі, що не взятий монголами).
У 1236 році Кам'янець осаджувався угорцями.
1239 року стосується неоднозначна звістка літопису про захоплення в Кам'янці князем Ярославом (Всеволодовичем або Інгваровичем) сім'ї Михайла чернігівського, який втік із Києва в Угорщину.
У 1240 році під час монгольської навали Кам'янець був узятий монголами. Звістка літопису: І приде Кам'янцю, Ізяславу, взят' я. Відів' ж Крем'янець і град Данилів, яко не можливо прияти йому, і відійшов від ніх. іноді тлумачиться так, що був узятий Кам'янець, що належав Ізяславу, а Кременець, що належав Данилу, уцілів. Можливо, Кам'янець був наданий Данилом Ізяславу (за однією з версій, Новгород-Сіверському) після розгрому монголами Чернігово-Сіверського князівства (як Луцьк був наданий Михайлу).